# Anthony Gerrard
Anthony Gerrard (Liverpool, 6 febbraio 1986) è un ex calciatore inglese naturalizzato irlandese, di ruolo difensore.
Con il Cardiff ha raggiunto il quarto posto nella Championship del 2010 perdendo la finale dei play-off contro il Blackpool dopo essere stati doppiamente in vantaggio. Inoltre ha raggiunto la finale della coppa di Lega inglese nella stagione 2011-2012, dove il Liverpool ha sconfitto il Cardiff ai calci di rigore.

## Biografia
Anthony Gerrard è sposato con Laura che gli ha dato i figli Harry (nato nel 2009) e Georgie (nato nel 2011). È il cugino di Jon-Paul Gilhooley, la più giovane tra le 96 vittime della strage di Hillsborough, il 15 aprile del 1989. È anche cugino del calciatore Steven.

## Caratteristiche tecniche
È un difensore centrale.

## Palmarès

### Club

#### Competizioni nazionali
- Football League Two: 1

Walsall: 2006-2007

### Individuale
- Calciatore dell'anno del Walsall: 2

2005-2006, 2007-2008
- Calciatore dell'anno dell'Hull City: 1

2010-2011